# Авербух, Александр Валерьевич
Александр Валерьевич Авербух (род. 1 октября 1974, Иркутск) — российский и израильский легкоатлет (прыжки с шестом), один из самых успешных спортсменов в истории Израиля.

## Биография
Вырос в спортивной семье. Мать, Сталина Алексеевна Авербух — бывшая спортсменка, мастер спорта СССР, впоследствии преподаватель лёгкой атлетики в Иркутском техникуме физической культуры. Отец, Валерий Иосифович Авербух (1945—2001), тренер по многоборью, заслуженный тренер СССР и России. Старший брат Евгений, выступавший за сборную России, погиб в автокатастрофе в 1996 году (в Иркутске учреждён легкоатлетический турнир его памяти).
Александр выиграл чемпионат Европы до 23 лет по многоборью в 1997 году.
С 1999 года выступал за Израиль. В августе 1999 года он установил новый израильский рекорд по прыжкам с шестом (5,81 м), но, так как у него ещё не было гражданства, рекорд не был засчитан (он получил гражданство два дня спустя). Его личный рекорд по прыжкам с шестом — 5,93 м.
Авербух участвовал в Олимпийских играх-2000 и 2004, успешно прошёл отбор к Олимпиаде-2008. Неоднократный чемпион Европы по лёгкой атлетике (2000-в зале, 2002, 2006), серебряный (2001) и бронзовый (1999) призёр чемпионатов мира.
В 2009 году Александр Авербух заявил, что завершит выступления после Маккабианских игр 2009 года и не примет участия в чемпионате мира, который пройдёт позже в том же году.
В 2013 году принял участие в муниципальных выборах, в результате которых был избран депутатом городского совета Нетании.
Председатель спортивного клуба по легкой атлетике и волейболу Апоэль «Лидер» Иерусалим. Женат на Наталье, мастере спорта по спортивной аэробике, имеет трех дочерей — Таню, Диану и Анастасию. Своими кумирами называет легкоатлетов Сергея Бубку и Константина Волкова.
В 2010 году совместно с Мули Малка основал легкоатлетический клуб Лидер Иерусалим и Лидер Нетания.
С 2019 года презентатор финансовой фирмы GMT.